# Tetisheri
Tetisheri (?- Tebes, 1541 aC) va ser una reina egípcia de finals de la dinastia XVII i la matriarca de la XVIII. Era la dona de Tao I, mare de Tao II i de Kamose i àvia d'Amosis I. Tetisheri va participar en l'expulsió dels hicsos d'Egipte i va establir un precedent com a reina amb poder, anticipant-se a descendents seves molt poderoses com ara Ahhotep, Ahmose-Nefertari, Hatshepsut, Tiy o Nefertiti.

## Biografia
Tetisheri va néixer en una família plebea, filla d'un jutge anomenat Tyenna i d'una mestressa de casa anomenada Neferu, i va ser triada per Tao I per ser la seva esposa principal; li atorgà el títol de gran esposa reial. Aquest fet era bastant poc habitual a l'antic Egipte. Tao I, el rei, li va concedir molts més privilegis que a les reines anteriors. Va ser la primera reina a portar la corona del voltor, indicant així que la posició d'esposa principal era una part integral del poder faraònic. Quan el seu fill Tao II es va aixecar contra els hicsos, Tetisheri va ajudar i va contribuir a reclutar tropes. Tao II va morir en la batalla, igual que el seu germà i successor Kamose.
El seu net Amosis va aconseguir expulsar els hicsos. Tetisheri va ser una sàvia consellera de tres reis i el poble la respectava com a motor de la resistència nacional. Durant la campanya guerrera d'Ahmose, Tetisheri va governar al costat de la seva filla Ahhotep, aquesta última en qualitat de regent. Sembla que Amosis estava molt unit a la seva àvia i quan ella tenia uns 70 anys va encarregar projectes en el seu honor.

## Testimonis de l'època
- Fragment d'un papir concedint una dotació al Baix Egipte a nom seu.
- Al cenotafi d'Amosis i Ahmose-Nefertary a Abidos hi ha una estela on es confirma la construcció d'un altre cenotafi per a Tetisheri, d'ubicació desconeguda.[3]
- No s'ha s'ha trobat la seva tomba, però segurament la seva mòmia sigui una de les trobades a DB320,[4] que té el seu nom i el de sos pares escrits a les benes. Correspon a una anciana de 70 a 75 anys, de cabells naturals blancs trenats amb altres de postissos i foscos. Al cos li falta la mà dreta arrencada probablement per saquejadors de tombes. La tècnica de momificació és pròpia dels inicis de la dinastia XVIII.[5]